# WSA World Tour 2012/13
Die WSA World Tour 2012/13 umfasst alle Squashturniere der Damen-Saison 2012/13 der WSA World Tour. Sie begann am 1. August 2012 und endete am 31. Juli 2013. Die nach dem Monat sortierte Übersicht zeigt den Ort des Turniers an, dessen Namen, das ausgeschüttete Gesamtpreisgeld, sowie die Siegerin des Turniers. In der abschließenden Tabelle werden sämtliche Turniersiegerinnen nach der Menge ihrer Titel aufgelistet. Dabei ist es nicht relevant, welche Wertigkeit die von der Spielerin gewonnenen Turniere besaßen, auch wenn eine entsprechende Erfassung erfolgt.
In der Saison 2012/13 fanden insgesamt 64 Turniere statt. Das Gesamtpreisgeld betrug 1.365.500 US-Dollar. Weltmeisterin wurde Nicol David, die mit fünf Turniersiegen gleichzeitig auch die meisten Titel in dieser Saison gewann. Ebenfalls fünf Titel gewann Sarah-Jane Perry.

## Tourinformationen

### Anzahl nach Turnierserie
| Turnierserie | WM 1 | WS Pl 2 | WS Go 3 | Go 50 4 | Si 35 5 | Si 25 | Tour 15 6 | Tour 10 | Tour 5 |
| ------------ | ---- | ------- | ------- | ------- | ------- | ----- | --------- | ------- | ------ |
| Anzahl       | 1    | 2       | 2       | 6       | 3       | 4     | 8         | 12      | 26     |
| Gesamt       | 1    | 4       | 4       | 13      | 13      | 13    | 46        | 46      | 46     |

## Turnierplan

### August
| Datum         | Ort              | Turnier                      | Preisgeld | Siegerin       |
| ------------- | ---------------- | ---------------------------- | --------- | -------------- |
| 02.08.–05.08. | Melbourne        | Black Knight Open 2012       | $ 10.000  | Line Hansen    |
| 09.08.–12.08. | Southampton      | Hampton Squash Week 2012     | $ 10.000  | Sarah Kippax   |
| 13.08.–19.08. | Canberra         | Hi-Tec Australian Open 2012  | $ 50.000  | Nicol David    |
| 14.08.–19.08. | Washington, D.C. | Squash On Fire 2012          | $ 15.000  | Sarah Kippax   |
| 21.08.–26.08. | Matamata         | Matamata Open 2012           | $ 35.000  | Alison Waters  |
| 29.08.–02.09. | Hongkong         | Crocodile Challenge Cup 2012 | $ 15.000  | Donna Urquhart |
| 29.08.–03.09. | Mexiko-Stadt     | ProSquash Mexican Open 2012  | $ 15.000  | Samantha Terán |

### September
| Datum         | Ort           | Turnier                                       | Preisgeld | Siegerin              |
| ------------- | ------------- | --------------------------------------------- | --------- | --------------------- |
| 07.09.–09.09. | Coffs Harbour | North Coast Open 2012                         | $ 5.000   | Megan Craig           |
| 10.09.–15.09. | Kuala Lumpur  | CIMB Malaysian Open Squash Championships 2012 | $ 70.000  | Raneem El Weleily     |
| 11.09.–16.09. | Irvine        | Orange County Open 2012                       | $ 10.000  | Latasha Khan          |
| 15.09.–20.09. | Alexandria    | Atlantis Open 2012                            | $ 25.000  | Nour El Tayeb         |
| 18.09.–22.09. | Tempe         | Southwest Open 2012                           | $ 10.000  | Maria Toorpakai Wazir |
| 25.09.–30.09. | New York City | Carol Weymuller Open 2012                     | $ 50.000  | Laura Massaro         |

### Oktober
| Datum         | Ort             | Turnier                           | Preisgeld | Siegerin              |
| ------------- | --------------- | --------------------------------- | --------- | --------------------- |
| 06.10.–12.10. | Philadelphia    | Delaware Investments US Open 2012 | $ 70.000  | Nicol David           |
| 16.10.–21.10. | Macau           | Macau Open 2012                   | $ 25.000  | Joelle King           |
| 18.10.–21.10. | Ipswich         | Ipswich Open 2012                 | $ 5.000   | Anaka Alankamony      |
| 23.10.–27.10. | Penang          | IJM Land Penang Open 2012         | $ 5.000   | Joshna Chinappa       |
| 23.10.–28.10. | Shanghai        | China Squash Open 2012            | $ 55.000  | Low Wee Wern          |
| 24.10.–28.10. | Tuckahoe        | Pyramid International 2012        | $ 10.000  | Sarah-Jane Perry      |
| 25.10.–28.10. | Brisbane        | Hitachi Queensland Open 2012      | $ 5.000   | Amanda Landers-Murphy |
| 29.10.–02.11. | Monaco          | Monte Carlo Classic 2012          | $ 25.000  | Natalie Grinham       |
| 30.10.–04.11. | Toluca de Lerdo | Abierto Mexicano de Raquetas 2012 | $ 15.000  | Sarah-Jane Perry      |

### November
| Datum         | Ort        | Turnier                                   | Preisgeld | Siegerin       |
| ------------- | ---------- | ----------------------------------------- | --------- | -------------- |
| 02.11.–04.11. | Mackay     | Mackay Open 2012                          | $ 5.000   | Lotte Eriksen  |
| 09.11.–11.11. | Caboolture | Caboolture Open 2012                      | $ 5.000   | Melissa Martin |
| 19.11.–24.11. | Toronto    | McWil NSA Fall Classic 2012               | $ 10.000  | Victoria Lust  |
| 25.11.–02.12. | Hongkong   | Cathay Pacific Hong Kong Squash Open 2012 | $ 70.000  | Nicol David    |
| 28.11.–02.12. | Madison    | Madison Open 2012                         | $ 10.000  | Emily Whitlock |

### Dezember
| Datum         | Ort          | Turnier                                  | Preisgeld | Siegerin       |
| ------------- | ------------ | ---------------------------------------- | --------- | -------------- |
| 13.12.–15.12. | Sliema       | Harrow Mediterranean Open 2012           | $ 5.000   | Siyoli Waters  |
| 13.12.–21.12. | Grand Cayman | Squash-Weltmeisterschaft der Frauen 2012 | $ 165.000 | Nicol David    |
| 19.12.–23.12. | Rhos-on-Sea  | Colwyn Classic 2012                      | $ 10.000  | Emily Whitlock |
| 20.12.–22.12. | Prag         | Harrow Prague Open 2012                  | $ 5.000   | Olga Ertlová   |

### Januar
| Datum         | Ort           | Turnier                                           | Preisgeld | Siegerin          |
| ------------- | ------------- | ------------------------------------------------- | --------- | ----------------- |
| 02.01.–06.01. | London        | WSA World Series Finals 2012/13                   | $ 50.000  | Nicol David       |
| 09.01.–13.01. | Berwyn        | Liberty Bell Open 2013                            | $ 5.500   | Olivia Blatchford |
| 19.01.–24.01. | New York City | J. P. Morgan Tournament of Champions 2013         | $ 25.000  | Natalie Grinham   |
| 23.01.–28.01. | Greenwich     | Greenwich Open 2013                               | $ 35.000  | Nour El Sherbini  |
| 24.01.–27.01. | Edinburgh     | Edinburgh Open 2013                               | $ 5.000   | Emily Whitlock    |
| 24.01.–28.01. | Ipswich       | Australia Day Challenge 2013                      | $ 5.000   | Melody Francis    |
| 29.01.–03.02. | Winnipeg      | Meadowood Pharmacy Winnipeg Winter Club Open 2013 | $ 15.000  | Dipika Pallikal   |
| 31.01.–05.02. | Cleveland     | Cleveland Classic 2013                            | $ 50.000  | Raneem El Weleily |

### Februar
| Datum         | Ort        | Turnier                  | Preisgeld | Siegerin         |
| ------------- | ---------- | ------------------------ | --------- | ---------------- |
| 04.02.–08.02. | Wilmington | CSC Delaware Open 2013   | $ 10.000  | Sarah-Jane Perry |
| 08.02.–11.02. | Mikkeli    | Savcor Finnish Open 2013 | $ 5.000   | Yathreb Adel     |
| 26.02.–01.03. | Montreal   | Montreal Open 2013       | $ 5.000   | Samantha Cornett |
| 28.02.–03.03. | Chorley    | CourtCare Open 2013      | $ 10.000  | Emma Beddoes     |

### März
| Datum         | Ort          | Turnier                                | Preisgeld | Siegerin         |
| ------------- | ------------ | -------------------------------------- | --------- | ---------------- |
| 11.03.–15.03. | Kuala Lumpur | NSC SRAM Series No.1 2013              | $ 5.000   | Line Hansen      |
| 18.03.–23.03. | Toronto      | Mayfair Open 2013                      | $ 10.000  | Sarah-Jane Perry |
| 22.03.–24.03. | Genf         | Swiss Open 2013                        | $ 5.000   | Mariam Metwally  |
| 24.03.–28.03. | Toronto      | Granite Open 2013                      | $ 15.000  | Sarah-Jane Perry |
| 26.03.–31.03. | Kuala Lumpur | CIMB KL Open Squash Championships 2013 | $ 70.000  | Laura Massaro    |

### April
| Datum         | Ort          | Turnier                           | Preisgeld | Siegerin       |
| ------------- | ------------ | --------------------------------- | --------- | -------------- |
| 07.04.–12.04. | Johannesburg | Assore Central Gauteng Open 2013  | $ 5.000   | Diana Haynes   |
| 14.04.–19.04. | Pretoria     | NSA Open 2013                     | $ 5.000   | Siyoli Waters  |
| 22.04.–27.04. | Dublin       | Cannon Kirk Homes Irish Open 2013 | $ 15.000  | Madeline Perry |
| 24.04.–28.04. | Kuala Lumpur | NSC SRAM Series No.2 2013         | $ 5.000   | Salma Hany     |
| 29.04.–04.05. | Kapstadt     | UCT Open 2013                     | $ 5.000   | Siyoli Waters  |

### Mai
| Datum         | Ort           | Turnier                                    | Preisgeld | Siegerin       |
| ------------- | ------------- | ------------------------------------------ | --------- | -------------- |
| 07.05.–12.05. | Dallas        | Texas Open 2013                            | $ 35.000  | Madeline Perry |
| 10.05.–12.05. | Darwin        | NT Open 2013                               | $ 5.000   | Coline Aumard  |
| 17.05.–19.05. | Alice Springs | NT Link Alice Springs Open 2013            | $ 5.000   | Coline Aumard  |
| 18.05.–26.05. | Hull          | Allam British Open 2013                    | $ 90.000  | Laura Massaro  |
| 24.05.–26.05. | Perth         | City of Perth International Challenge 2013 | $ 5.000   | Megan Craig    |

### Juni
| Datum         | Ort           | Turnier                         | Preisgeld | Siegerin              |
| ------------- | ------------- | ------------------------------- | --------- | --------------------- |
| 06.06.–09.06. | Tanunda       | Toyota Barossa Valley Open 2013 | $ 5.000   | Amanda Landers-Murphy |
| 11.06.–15.06. | Plympton Park | South Australia Open 2013       | $ 5.000   | Liu Tsz-Ling          |

### Juli
| Datum         | Ort       | Turnier                         | Preisgeld | Siegerin           |
| ------------- | --------- | ------------------------------- | --------- | ------------------ |
| 03.07.–07.07. | Hongkong  | Buler Squash Challenge Cup 2013 | $ 15.000  | Amanda Sobhy       |
| 05.07.–07.07. | Penang    | Malaysian Tour 7th Leg 2013     | $ 5.000   | Liu Tsz-Ling       |
| 10.07.–14.07. | Melbourne | Victorian Open 2013             | $ 10.000  | Rachael Grinham    |
| 18.07.–21.07. | Bellerive | Tasmanian Open 2013             | $ 5.000   | Antonella Falcione |

## Turniersiegerinnen
| Platz | Spielerin             | Siege | WM 1 | WS Pl 2 | WS Go 3 | Go 50 4 | Si 35 5 | Si 25 | Tour 15 6 | Tour 10 | Tour 5 |
| ----- | --------------------- | ----- | ---- | ------- | ------- | ------- | ------- | ----- | --------- | ------- | ------ |
| 1.    | Nicol David           | 5     | 1    | 1       | 1       | 2       |         |       |           |         |        |
| 1.    | Sarah-Jane Perry      | 5     |      |         |         |         |         |       | 2         | 3       |        |
| 3.    | Laura Massaro         | 3     |      | 1       | 1       | 1       |         |       |           |         |        |
| 3.    | Siyoli Waters         | 3     |      |         |         |         |         |       |           |         | 3      |
| 3.    | Emily Whitlock        | 3     |      |         |         |         |         |       |           | 2       | 1      |
| 22.   | Coline Aumard         | 2     |      |         |         |         |         |       |           |         | 2      |
| 22.   | Megan Craig           | 2     |      |         |         |         |         |       |           |         | 2      |
| 22.   | Raneem El Weleily     | 2     |      |         |         | 2       |         |       |           |         |        |
| 22.   | Natalie Grinham       | 2     |      |         |         |         |         | 2     |           |         |        |
| 22.   | Line Hansen           | 2     |      |         |         |         |         |       |           | 1       | 1      |
| 22.   | Sarah Kippax          | 2     |      |         |         |         |         |       | 1         | 1       |        |
| 22.   | Liu Tsz-Ling          | 2     |      |         |         |         |         |       |           |         | 2      |
| 22.   | Madeline Perry        | 2     |      |         |         |         | 1       |       | 1         |         |        |
| 11.   | Yathreb Adel          | 1     |      |         |         |         |         |       |           |         | 1      |
| 11.   | Anaka Alankamony      | 1     |      |         |         |         |         |       |           |         | 1      |
| 11.   | Emma Beddoes          | 1     |      |         |         |         |         |       |           | 1       |        |
| 11.   | Olivia Blatchford     | 1     |      |         |         |         |         |       |           |         | 1      |
| 11.   | Joshna Chinappa       | 1     |      |         |         |         |         |       |           |         | 1      |
| 11.   | Samantha Cornett      | 1     |      |         |         |         |         |       |           |         | 1      |
| 11.   | Nour El Sherbini      | 1     |      |         |         |         | 1       |       |           |         |        |
| 11.   | Nour El Tayeb         | 1     |      |         |         |         |         | 1     |           |         |        |
| 11.   | Lotte Eriksen         | 1     |      |         |         |         |         |       |           |         | 1      |
| 11.   | Olga Ertlová          | 1     |      |         |         |         |         |       |           |         | 1      |
| 11.   | Antonella Falcione    | 1     |      |         |         |         |         |       |           |         | 1      |
| 11.   | Melody Francis        | 1     |      |         |         |         |         |       |           |         | 1      |
| 11.   | Rachael Grinham       | 1     |      |         |         |         |         |       |           | 1       |        |
| 11.   | Salma Hany            | 1     |      |         |         |         |         |       |           |         | 1      |
| 11.   | Diana Haynes          | 1     |      |         |         |         |         |       |           |         | 1      |
| 11.   | Latasha Khan          | 1     |      |         |         |         |         |       |           | 1       |        |
| 11.   | Joelle King           | 1     |      |         |         |         |         | 1     |           |         |        |
| 22.   | Amanda Landers-Murphy | 2     |      |         |         |         |         |       |           |         | 2      |
| 11.   | Victoria Lust         | 1     |      |         |         |         |         |       |           | 1       |        |
| 11.   | Melissa Martin        | 1     |      |         |         |         |         |       |           |         | 1      |
| 11.   | Mariam Metwally       | 1     |      |         |         |         |         |       |           |         | 1      |
| 11.   | Dipika Pallikal       | 1     |      |         |         |         |         |       | 1         |         |        |
| 11.   | Amanda Sobhy          | 1     |      |         |         |         |         |       | 1         |         |        |
| 11.   | Samantha Terán        | 1     |      |         |         |         |         |       | 1         |         |        |
| 11.   | Maria Toorpakai Wazir | 1     |      |         |         |         |         |       |           | 1       |        |
| 11.   | Donna Urquhart        | 1     |      |         |         |         |         |       | 1         |         |        |
| 11.   | Alison Waters         | 1     |      |         |         |         | 1       |       |           |         |        |
| 11.   | Low Wee Wern          | 1     |      |         |         | 1       |         |       |           |         |        |

 1 WSA Weltmeisterschaft

 2 WSA World Series Platinum

 3 WSA World Series Gold

 4 WSA Gold

 5 WSA Silver

 6 WSA Tour